# Maserati Karif
La Maserati Karif è un'autovettura prodotta dalla casa automobilistica italiana Maserati in soli 221 esemplari tra il 1988 ed il 1992.

## Nome
Il nome, seguendo la tradizione Maserati, riprende quello di un vento caldo che soffia attraverso il golfo di Aden tra Somalia e Yemen, denominato appunto Karif.

## Il contesto
La Karif "berlinetta" fu svelata al salone dell'automobile di Ginevra del 1988, dove non ricevette un'accoglienza benevola dal pubblico e dai giornalisti.

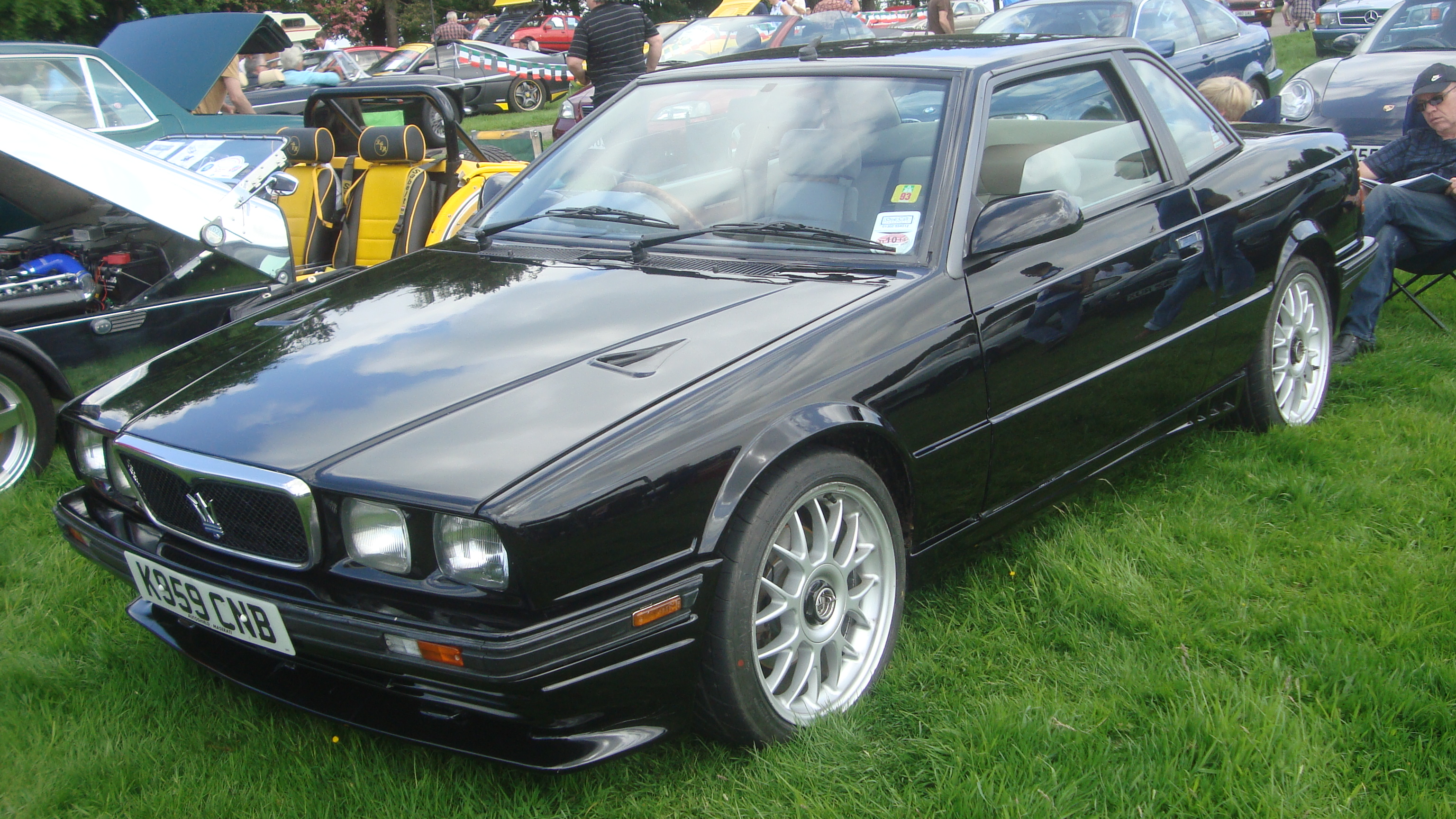
Karif del 1992

Il telaio a passo corto da 2400 mm era lo stesso della Biturbo Spyder di Zagato,  ben più corto di quello della Biturbo coupé da 2514 mm.
Gli interni erano ben rifiniti e lussuosi con ampio uso di pelli pregiate e di radica. La Karif è nata come una due posti più due, ma in realtà nei due posti dietro potevano sistemarsi comodamente solo due bambini.
Il motore, disposto anteriormente, condiviso con la Maserati Biturbo era un V6 da 2800 cm³ di cilindrata biturbo con 3 valvole per cilindro ed in grado di erogare 285 CV a 5500 giri al minuto. Potenza che sommata a un peso alquanto ridotto consentivano alla Karif di spuntare prestazioni da sportiva ad alte prestazioni.
Anche il resto della meccanica era ripreso dai modelli Maserati già in commercio: cambio ZF a 5 rapporti+RM con prima in basso, differenziale autobloccante Ranger, freni a disco autoventilati anteriori e pieni posteriori.
La Karif raggiungeva una velocità massima di 255 km/h e scattava da 0 a 100 km/h in soli 4,8 secondi.